# Scarabatermes amazonensis
Scarabatermes amazonensis là một loài bọ cánh cứng trong họ Hybosoridae. Loài này được Howden miêu tả khoa học năm 1973.